# Brestača
Brestača falu Horvátországban, Sziszek-Monoszló megyében. Közigazgatásilag Novszkához tartozik.

## Fekvése
Sziszek városától légvonalban 48, közúton 67 km-re délkeletre, községközpontjától 3 km-re északnyugatra, Novszka és Nova Subocka között, a Brestača-patak partján fekszik.

## Története
Brestača betelepítése a 17. század végén, a török kiűzése után kezdődött. Először 1718-ban a pozsareváci béke térképén jelölik. 1725-ben az Ivanišević család tulajdonában levő telken felépítették a település első kápolnáját, mely körül kisebb temető is volt. 1769 és 1775 között települt át a lakosság a falu mai helyére az új kápolna mellé. Az első áttelepült család a Peić volt, akik az 1-es házszámot kapták. A falu 1773-ban az első katonai felmérés térképén „Dorf Bresztacsa” néven szerepel. 1827-ben Brestača központtal megalapították Novska vanjska községet. 1863-ban megszerezték az iskola telkét, 1869-ben pedig elkezdődött az építése, de az első tanítási év csak 1899-ben kezdődött el az új épületben. 1868-ban indult meg a templom építése, felszentelése 1870. október 27-én volt.
1857-ben 389, 1910-ben 707 lakosa volt. Pozsega vármegye Novszkai járásához tartozott. 1918-ban az új szerb–horvát–szlovén állam, majd később Jugoszlávia része lett. 1925-ben megalakult az önkéntes tűzoltóegylet. 1928-ban egy földrengésben megsérült az iskolaépület, melyre helyreállítása után 1935-ben emeletet építettek. A II. világháború idején a Független Horvát Állam része volt. A II. világháborúnak 124 helyi lakos esett áldozatul, köztük 16 polgári személy. A háború után enyhült a szegénység és sok ember talált munkát a közeli városokban. 1991. június 25-én a független Horvátország része lett. Lakóinak nagy része részt vett a délszláv háborúban, közülük heten estek el a harcokban. A településnek 2011-ben 913 lakosa volt.

## Népesség
| Lakosság változása | Lakosság változása | Lakosság változása | Lakosság változása | Lakosság változása | Lakosság változása | Lakosság változása | Lakosság változása | Lakosság változása | Lakosság változása | Lakosság változása | Lakosság változása | Lakosság változása | Lakosság változása | Lakosság változása | Lakosság változása |
| ------------------ | ------------------ | ------------------ | ------------------ | ------------------ | ------------------ | ------------------ | ------------------ | ------------------ | ------------------ | ------------------ | ------------------ | ------------------ | ------------------ | ------------------ | ------------------ |
| 1857               | 1869               | 1880               | 1890               | 1900               | 1910               | 1921               | 1931               | 1948               | 1953               | 1961               | 1971               | 1981               | 1991               | 2001               | 2011               |
| 389                | 396                | 393                | 567                | 666                | 707                | 735                | 807                | 810                | 865                | 882                | 942                | 981                | 1003               | 969                | 913                |

## Kultúra
A település kulturális életének szervezője a KUD Brest kulturális és művészeti egyesület. Az egyesületet 1955-ben alapították, folklórcsoportja és tamburazenekara működik.

## Nevezetességei
- Alexandriai Szent Katalin tiszteletére szentelt római katolikus temploma 1868 és 1870 között épült.